# De come-back van Dédé
De come-back van Dédé is het 65ste stripverhaal van De Kiekeboes. De reeks wordt getekend door striptekenaar Merho. Het album verscheen in april 1995.

## Personages
- Ko Kaïne medegevangene van Dédé in de Ribbedebie-gevangenis, hij was waarschijnlijk een drugsdealer.
- Dédé la Canaille
- Charles Tang medegevangene van Dédé in de Ribbedebie-gevangenis, hij was waarschijnlijk een oplichter.
- Jim Menace een vriend van Dédé die hem bevrijd, Jim is een zware kettingroker en daarom hoest hij altijd. Staat in het dorp Worstegem bekend als Willy, een schuilnaam voor de politie.
- Konstantinopel
- Fernand Goegebuer
- Marcel Kiekeboe
- Fanny
- Charlotte
- Inspecteur Sapperdeboere
- Van de Kasseien
- Yvonne Van de Kasseien vrouw van Van de Kasseien.
- Francine een nieuwe "verovering" van Van de Kasseien, hij sprak met haar af en vertelde zijn vrouw dat hij ging wielrennen.
- Van Der Neffe
- Moemoe
- Ivo Rentoren een kandidaat van "Wie lijkt het meest op Kiekeboe", hij werd tweede.
- Pat Vinder winnaar van "Wie lijkt het meest op Kiekeboe", hij werd bijna gewurgd door Dédé.

## Verhaal
Dédé la Canaille, de grootste vijand van Marcel Kiekeboe, is opnieuw ontsnapt uit de Ribbedebie-gevangenis, net op het moment waarop Kiekeboe is verkozen tot juryvoorzitter van de wedstrijd 'Wie lijkt het meest op Kiekeboe'. Marcel, die zich van geen kwaad bewust is, moet van Van de Kasseien 150 km fietsen. De reden is dat Van de Kasseien een peperdure fiets met digitale kilometerteller heeft gekregen van zijn vrouw en die staat erop dat Van de Kasseien 125 km zou fietsen. Uiteraard heeft hij liever zin in het verwennen van jonge meisjes en laat hij Marcel het vuile werk opknappen.
Dédé houdt zich, samen met zijn handlanger Jim Menace, een kettingroker nota bene, schuil in een afgelegen boerderij in Worstegem. Toevallig rijdt Kiekeboe zich lek in de buurt van die boerderij en loopt hij regelrecht in de armen van Dédé. Die zet hem gevangen in een schuur, maar Kiekeboe kan zichzelf bevrijden. Echter, wanneer hij wil liften om mee te rijden met een auto, komt hij Dédé weer tegen. Die nemen geen risico en binden hem dit keer veel harder vast. Ondertussen wil Charlotte meer te weten komen over de ontsnapping van Dédé en ze gaat lobbyen bij inspecteur Sapperdeboere. Die laat niets los, maar Charlotte luistert toch een gesprek af van Sapperdeboere, waarbij ze te weten komt dat Dédé zich schuilhoudt bij een zekere Jim Menace, die een afgelegen optrekje bezit in Worstegem. Ze trekken onmiddellijk ernaartoe en ondervragen heel wat mensen. Dit weten van geen Jim, tot ze meer info verkrijgen bij de lokale dagbladhandelaar, die hen vertelt dat een zekere Willy steeds veel sigaretten komt kopen. Dat is uiteraard de schuilnaam van Jim Menace. Ook Dédé en Jim hebben onraad geroken, en ze vluchten weg, waardoor ze achter het net vissen.
In de boerderij vinden ze een stafkaart, waarop een plaats langs het Antistankkanaal is aangeduid. Daar gaan ze naartoe, waar ze zien hoe Dédé Kiekeboe, die vastgelijmd zit aan zijn fiets, in het kanaal wordt geduwd. Onmiddellijk komt Fanny in actie: ze duikt het kanaal in en redt haar vader van de verdrinkingsdood. Jim en Dédé zijn net weggereden, wanneer Jim bedenkt dat hij zijn laatste pakje sigaretten heeft laten liggen. Ze rijden terug, zien de familie Kiekeboe, die net aan het wegvluchten is, en maken rechtsomkeer. Jim en Dédé volgen ze tot op de wedstrijd 'Wie lijkt het meest op Kiekeboe'. Daar mengt Kiekeboe zich snel onder de andere kandidaten. Dédé is het spoor bijster en door zijn verwarring wordt hij snel weer opgepakt.